# 山本八幡宮 (八尾市)
山本八幡宮（やまもとはちまんぐう）は、大阪府八尾市山本町にある神社。 旧社格は村社。

## 概要
誉田別尊（応神天皇）を祀る。近鉄河内山本駅のすぐ北側、玉串川の西岸、立石街道の南沿いに所在する、小ぢんまりとした神社である。

## 歴史
享保元年（1716年）、山本新田の開発者である山中庄兵衛正永と、本山弥右衛門重英（加賀屋）の両人らが石清水八幡宮より神霊を勧請し、山本新田の鎮守として分祀された。当初は「山本八幡神社」という名称だった。その後、享保13年 (1728) 正月に加賀屋から泉屋住友吉左衛門へ所有が変わった後には、住友家の尊崇と保護を受け近代まで至る。
昭和15年（1940年）に住友住宅による山本新田での宅地分譲が終了し、212年に渡る住友家の地主管理が終了する。その際に住友住宅より東南部分の土地を寄贈されている。同年に玉串川沿いにあった池を埋めたて、社務所が新築される。
昭和31年（1956年）に旧橿原神宮の古材を用いて社殿が改築され、恩智神社の社家である新海（にいみ）氏より専任の宮司を迎え入れている。この頃に旧山本新田住友会所の建物の移築もあり境内が整備され、「山本八幡宮」と改称し現在に至っている。本殿は社殿の中に収まっている。
1994年から1997年にかけて社殿を除いたすべての施設に大幅な改修が行われた。 社務所・集会所・神楽殿は撤去され、境内北西角に鉄筋4階建てのビルが建てられた。 さらに敷地東側・玉串川の間に歩道が整備された。正面にあった太鼓橋は撤去された。

## 摂末社
- 摂社： 妙見(みょうけん）宮

祭神は北辰明神(ホクシンミョウジン）。北辰明神は北極星が神格化されたものであり、国土の守護や災害の滅除、長寿延命に霊験があるとされている。かつては住友家の守護神であった。

## 現地情報
所在地
- 大阪府八尾市山本町1-2-16

交通アクセス
- 最寄駅：近鉄大阪線河内山本駅下車後、北隣すぐ